# Paradontophora pacifica
Paradontophora pacifica är en rundmaskart som först beskrevs av Allgen 1947.  Paradontophora pacifica ingår i släktet Paradontophora och familjen Axonolaimidae. Inga underarter finns listade i Catalogue of Life.